# Two Steps From Hell
Two Steps From Hell (Viết tắt: TSFH) là công ty âm nhạc có trụ sở tại San Francisco thuộc bang California, Hoa Kỳ. Công ty được thành lập bởi Nick Phoenix và Thomas J. Bergersen vào năm 2006. Nhóm bắt đầu củng cố sự nổi tiếng của mình vào thập niên 2020, bằng cách tổ chức các chuyến lưu diễn đầu tiên ở Châu Âu. Tuy nhiên, vào năm 2024, có thông báo rằng Bergersen và Phoenix đã đi theo con đường riêng của họ, kết thúc Two Steps from Hell.
Lĩnh vực chính của Two Steps From Hell là sáng tác nhạc cho trailer phim, ngoài ra công ty cũng sáng tác nhạc cho trailer một số trò chơi điện tử. Các sản phẩm của công ty thường được sử dụng trong trailer của các bộ phim nổi tiếng như Interstellar, Harry Potter, Cướp biển vùng Caribbean và X-men.

## Lịch sử
Two Steps From Hell được thành lập vào năm 2006 khi Thomas Bergersen và Nick Phoenix cùng tham gia đội ngũ viết nhạc trailer cho một số bộ phim. Bergersen đã chuyển từ Trondheim, Na Uy tới Hoa Kỳ vào năm 2003, cùng với Phoenix, người bắt đầu sáng tác vào năm 1997, trước khi chuyển tới Los Angeles. Hai người thành lập công ty vào đầu năm 2006, và đã sáng tác nhạc phim chính thức cho hơn 1.000 bản trailer.

### Tên gọi
Khi thành lập công ty năm 2006, Begersen muốn một cái tên sẽ thu hút sự chú ý của mọi người. Cái tên này được anh lấy từ tên của một câu lạc bộ đêm ở Na Uy mà theo Begersen có chủ đề tương tự.

### Những năm 2006 - 2014
Two Steps From Hell chủ yếu sản xuất nhạc trailer, mặc dù gần đây các bản nhạc của họ cũng được dùng cho các chương trình truyền hình và một số video game.
Mặc dù công ty luôn tìm kiếm sự thành công cho các bản nhạc của mình, mãi cho đến tháng 5 năm 2010 các bản nhạc mới lần đầu chính thức phát hành ra công chúng, khi album thương mại Invincible được phát hành. Invincible trở thành album đầu tiên của công ty lọt vào bảng xếp hạng Top 100 Soundtracks của iTunes. Tính đến tháng 7 năm 2014, Two Steps From Hell đã xuất bản 8 album tới công chúng, trong số hơn 20 album trình diễn, với gần 1.000 bản nhạc.
Album Sun, được phát hành vào 30 tháng 9 năm 2014, là album solo thứ hai của Thomas Bergersen. Bản nhạc âm xem trước được phát hành từ album có tên Cry và Sun, có thể tải về từ website chính thức của Bergersen. Một MV chính thức cho Sun cũng được phát hành trên YouTube, trước khi Thomas công bố việc phát hành giới hạn một bản CD cao cấp có các bản nhạc âm mở rộng cũng như ghi chú từ chính Thomas, cũng như một tấm poster khổ rộng là một tác phẩm nghệ thuật của anh.
Ngoài ra, vào tháng 7 năm 2014, Two Steps From Hell phát hành một cuốn e-book với tên Colin Frake on Fire Mountain, có tính năng như một cuốn tiểu thuyết 75.000 từ, được viết bởi Nick Phoenix và minh họa bởi Otto Bjornik, và phần nhạc của cuốn sách cũng được phát hành dưới dạng một album soundtrack.
Họa sĩ thiết kế đồ họa chính của Two Steps From Hell là Steven Gilmore, người đã tạo bìa album cho hầu hết các bản quảng cáo và các album được phát hành ra công chúng, bao gồm cả logo công ty, với một ngoại lệ duy nhất là đĩa DVD được phát hành vào năm 2009, bìa album đó đã được thiết kế bởi Paul Zeaiter. Ngoài ra, đồ họa trong album solo Illusions của Thomas Bergersen được thiết kế bởi Jesper Krijgsman, trong khi phần tiếp theo Sun, bìa album được thiết kết bởi chính Thomas.

### Những dấu ấn chính
Tác phẩm của Two Steps From Hell xuất hiện trong: 
- Trailer cho các bộ phim như: Harry Potter và Hội Phượng Hoàng, Harry Potter và Bảo bối Tử thần – Phần 1, Harry Potter và Bảo bối Tử thần – Phần 2, Star Trek, Star Trek Into Darkness, The Dark Knight, The Fighter, Rise of the Planet of the Apes, Tron: Legacy, Anna Karenina, No Country for Old Men, 2012, Captain America: Kẻ báo thù đầu tiên, The Avengers, Dị nhân: Thế hệ đầu tiên, X-Men: Ngày cũ của tương lai, Cướp biển vùng Caribe: Nơi tận cùng thế giới, Super 8, Inception, World War Z, The Chronicles of Narnia: The Voyage of the Dawn Treader, Lincoln, WALL·E, Up, The Twilight Saga: Eclipse, Hugo, The Town, Priest, Prince of Persia, Interstellar và The Man Who Knew Infinity.
- Video game như: Resident Evil 6, Mass Effect 2, Mass Effect 3, PlanetSide 2, Killzone 3, Star Wars: The Old Republic, League of Legends, F1 2013 and Assassin's Creed IV: Black Flag. War Thunder
- Các chương trình truyền hình: Breaking Bad,[18] Doctor Who, Game of Thrones, Sherlock, Revolution, Homeland, The Walking Dead, Supernatural, Merlin, Deadliest Warrior, Nathan for You, và cả trong Olympics London 2012. Bản nhạc âm Archangel, từ album cùng tên, được sử dụng trong Britain's Got Talent.  Bản nhạc âm Nero cũng được sử dụng trong Top Gear đặc biệt của The Perfect Road Trip.

### Ấn phẩm nổi bật khác
Âm nhạc của Two Steps From Hell hiện nay được sử dụng rộng rãi ở nhiều nơi, từ các sự kiện toàn cầu để các buổi hòa nhạc địa phương, một số trong đó được ghi dưới đây:
- Bản nhạc Heart of Courage đã được sử dụng ở đầu các trận đấu của Giải vô địch bóng đá châu Âu năm 2012, mở màn cho chung kết điền kinh tại Olympic London 2012 và cũng xuất hiện trong một video quảng cáo cho Đại hội Giới trẻ Thế giới 2011 tại Madrid.[19]
- 2 bản nhạc Invincible  và Flight of the silverbird được biểu diễn trực tiếp bởi dàn nhạc hải quân hoàng gia Anh tại Nhà hát Royal Albert Hall ở Luân Đôn vào tháng 4 năm 2013 và tháng 3 năm 2017.[20]
- Ngày 4 tháng 6 năm 2012, một ứng dụng chính thức đã được công bố cho iOS và Android, có chứa 19 bản nhạc phát hành trước đó trong một album tổng hợp gọi là Demon's Dance. Ứng dụng đã được công bố thông qua Twitter chính thức của công ty.[21][22] Nó được chính thức phát hành vào ngày 26 tháng 6 năm 2012 cho iOS,[23] và trên Android vào ngày hôm sau.[24]
- Vận động viên thể dục nghệ thuật Mỹ Alicia Sacramone sử dụng Heart of Courage kết hợp với một bài hát khác cho bài thi sàn của cô năm 2011.
- Vận động viên thể dục nhịp điệu người Ukraina Alina Maksymenko sử dụng một bản kết hợp các bài hát của các nhà sản xuất cho bài thi vòng của cô trong năm 2012, cô kết thúc ở vị trí thứ 6 ở giải thể dục nhịp điệu cá nhân trong vòng chung kết ở Luân Đôn. Các bài hát đó cũng được sử dụng vào năm 2013 bởi vận động viên thể dục nghệ thuật người Ý Enus Mariani.
- Vận động viên thể dục nghệ thuật của Thụy Sĩ Giulia Steingruber sử dụng các bài hát Love and Loss trong bài thi sàn của cô trong năm 2013.
- Nhà vô địch America's Got Talent năm 2013, Kenichi Ebina sử dụng một số bài trong buổi biểu diễn của anh, trong đó có Ocean Princess, Promise và For The Win.[25]
- Calgary Flames sử dụng bài Sons of War trong video của họ vào mùa giải 2011-2012.[26]

### Buổi hòa nhạc
Two Steps From Hell đã tổ chức một buổi hòa nhạc trực tiếp vào ngày 14 tháng 6 năm 2013 tại Nhà hát Walt Disney, ở Los Angeles, California, biểu diễn một số bài nhạc nổi tiếng của họ, chẳng hạn như Heart of Courage, Protectors of the Earth, To Glory, Strength of a Thousand Men, Black Blade và Breathe, cũng như các bài Ocean Princess, Age of Gods and Remember Me từ album của Bergersen. Illusions. Ngày hôm sau, họ xác nhận trên Facebook rằng sẽ tiếp tục các buổi hòa nhạc, với địa điểm và ngày tháng sẽ được công bố. Ngày 26 tháng 6 năm 2013, Bergersen xác nhận buổi hòa nhạc tiếp theo sẽ diễn ra ở châu Âu, và có ý định bắt đầu chuyến lưu diễn tại một số thời điểm trong năm 2016.

## Danh sách các ấn phẩm

### Các album được phát hành tới công chúng
Nguồn: 
- Invincible (2010) — Tổng hợp một số trong những bản nhạc phổ biến nhất của Two Steps From Hell. Cũng có trên ExtremeMusic.[32]
- Illusions (2011) — Album solo của Thomas Bergersen, ban đầu được đặt tên là Nemesis II. Cũng có sẵn trên ExtremeMusic.[33]
- Archangel (2011) — Tổng hợp thêm một số bản nhạc phổ biến nhất của Two Steps From Hell.
- Demon's Dance (2012) — Tổng hợp các bản nhạc từ các album khác nhau với nhiều thể loại, chỉ có trên ứng dụng Two Steps From Hell dành cho iOS và Android.
- Halloween (2012) — Tổng hợp các bản nhạc kinh dị nổi tiếng từ nhiều album trình diễn, với nhiều thể loại khác nhau.[34]
- SkyWorld (2012) — Album đầu tiên sử dụng hầu hết các bài nhạc hoàn toàn mới. Phiên bản mở rộng có sẵn trên ExtremeMusic.[35]
- Classics Volume One (2013) — Biên soạn các bài nhạc chưa được phát hành trước đó, giống như các album Invincible hay Archangel. Album đầu tiên được phát hành với định dạng âm thanh lossless. Phiên bản mở rộng có sẵn trên ExtremeMusic.[36]
- Speed of Sound (2013) — Album của Nick Phoenix. Các bài nhạc hoàn toàn mới. Có sẵn trên ExtremeMusic.[37][38][39]
- Miracles (2014) — Một album đậm chất sử thi, anh hùng ca, bao gồm những bản hay nhất từ album Illumina, Dreams & Imaginations, Two Steps From Heaven, và một vài sáng tác mới của Thomas Bergersen.
- Colin Frake on Fire Mountain (2014) — Nhạc nền cho một e-book viết bởi Nick Phoenix. Sáng tác bởi Thomas Bergersen với nhạc bổ sung bởi Nick Phoenix.[40][41]
- Sun (ngày 30 tháng 9 năm 2014) — Tất cả các bài nhạc mới sáng tác bởi Thomas Bergersen, phần tiếp theo của album Illusions.[42]
- Battlecry (2015) — phần tiếp theo album SkyWorld, và là album đầu tiên phát hành trong 2 đĩa.
- Legacy (2015) — Album phát hành độc quyền tại Nhật Bản, bao gồm những bản nhạc từ các album phát hành tới công chúng trước đó.[43]
- Classics Volume Two (2015) — Album tổng hợp cả những bản nhạc mới và những bản nhạc chưa phát hành trước đây.
- Two Steps From Hell: Ringtones (2016) — Một bộ sưu tập nhạc chuông phát hành trên Google Play.[44]
- Vanquish (2016) — Phát hành ngày 10 tháng 2 năm 2016. Album sử dụng tất cả các bài hát mới của Thomas Bergersen và Nick Phoenix. Có sự góp mặt của ca sĩ Felicia Farerre từ album Battlecry.
- Unleashed (2017) — Phát hành ngày 22 tháng 9 năm 2017. Album gồm 56 bài hát (20 bài hát và các bản thay thế).
- Dragon (2019) - Phát hành ngày 18 tháng 1 năm 2019. Album gồm 19 bài hát.
- Myth (2022) - Phát hành vào ngày 3 tháng 5 năm 2022. Album gồm 21 bài hát.

### Các album biểu diễn
Source: 
- Volume One (2006) — Album đầu tiên, có nhiều thể loại khác nhau.
- Shadows and Nightmares (2006) — Album thể loại kinh dị.
- Dynasty (2007) — Album thể loại sử thi.
- All Drums Go to Hell (2007) — Album với các bản nhạc có nhiều âm thanh bộ gõ.
- Nemesis (2007) — Album thể loại sử thi với phần lớn các sáng tác của Thomas Bergersen.
- Pathogen (2007) — Electro-metal album chủ yếu sáng tác bởi Nick Phoenix
- Dreams & Imaginations (2008) — New Age album
- Legend (2008) — album thể loại Epic, với một số ca khúc được sáng tác bởi Troels Folmann
- Ashes (2008) — Album thể loại kinh dị.
- The Devil Wears Nada (2009) —  một album nhẹ nhàng và vui tươi.
- Power of Darkness (2010) — Album thể loại Epic
- All Drones Go to Hell (2010) — Album New Age; còn được biết đến với tên Mystical Beginnings.[45][46]
- Illumina (2010) — Album New Age[45]
- Balls to the Wall (2011) — Album bộ gõ, với một số ca khúc được sáng tác bởi Alex Pfeffer.
- Nero (2011) — Album thể loại Epic, với một số ca khúc được sáng tác bởi Alex Pfeffer.
- Two Steps from Heaven (2012) — Dự án lúc rảnh rỗi (Pet project) của Thomas Bergersen, có tính chất đầy cảm hứng, cảm xúc, và mạo hiểm.
- Burn (2012) — Một bộ sưu tập nhỏ của tám bản dubstep phối lại với nhau.[47]
- Cyanide (2013) — Album bộ gõ.
- Crime Lab (2013) — Album Electronic [48]
- Open Conspiracy (2014) — Album Electronic Hybrid sáng tác bởi Hitesh Ceon, Nick Pittsinger, Thomas Bergersen và Nick Phoenix.[49]
- Amaria (2014) — Album new age/drama sáng tác bởi Thomas Bergersen.[31]
- Too Big to Fail (2014) — Thư viện hiệu ứng âm thanh/bộ công cụ Trailer.[50][51][52]
- Empire (2015) — Album công nghiệp. Hầu hết là các bản nhạc từ album Classics Volume Two sáng tác bởi Nick Phoenix.[53]
- Stronger Faster Braver (2015) — Được mô tả là "Extreme Sports Music".[54]
- Hammerfist (2017) — Album bộ gõ, sáng tác hoàn toàn bởi Thomas Bergersen.[55][56]

### Album khác
Có một số album được thực hiện bởi các nhà soạn nhạc khác từ công ty, không được coi là một phần của thư viện chính và do đó không được xuất hiện trên các kênh chính thức của Two Steps From Hell. Chúng bao gồm:
- Sinners (2011) — Album Electronic metal sáng tác bởi Aleksandar Dimitrijevic
- Faction (2012) — Tác giả chính thức là "Brad Rue", như được hiển thị trên Extreme Music.
- Solaris (2013) —  Alum Epic futuristic metal, sáng tác bởi Alex Pfeiffer, người trước đó đã đóng góp một số bài nhạc trong album Nero.
- Orion (2013) — Album Epic hybrid sáng tác bởi Michał Cieleck.[57]
- Quarantine (2014) — Album Sci-fi electronica sáng tác bởi Brad Rue.[58][59]

Ngoài ra, nhà soạn nhạc Troels Folmann đóng góp một số ca khúc cho album Dynasty, Dreams & Imaginations, và Legend, dù ông chỉ được ghi tên cho album Legend.

### Các đĩa đơn thương mại
Các bản nhạc (bài hát đơn - single) không nằm trong bất cứ album nào hay được phát hành như là bản xem trước (preview) Tất cả các bài sau đây được viết bởi Thomas Bergersen:
- A Place in Heaven (2011) — Bài hát đơn trước khi phát hành album Illusions. Giọng hát chính bởi Jenifer Thigpen.
- Ocean Princess (2011) — Bài hát đơn trước khi phát hành album Illusions. Giọng hát chính được thực hiện bởi Merethe Soltvedt.
- Starvation (2011) — Bài hát đơn trước khi phát hành album Illusions.
- Promise (2011) — Bài hát đơn trước khi phát hành album Illusions. Với phần cello được thực hiện bởi Tino Guo và giọng ca chính được thực hiện bởi Merethe Soltvedt.[61]
- Heart (2011) — Ban đầu được thực hiện để quyên tiền để giúp đỡ các nạn nhân trận động đất Tōhoku. Sau đó được phát hành trong albumTwo Steps from Heaven và Miracles.[62]
- The Hero in Your Heart (2013) — Một bài hát đơn làm để quyên tiền giúp đỡ các nạn nhân của cơn bão Haiyan năm 2013 ở Philippines. Sáng tác lời và biểu diễn bởi Merethe Soltvedt.[63]
- That's A Wrap (2014) — Một bản nhạc dài 10 phút sáng tác hoàn toàn chỉ bằng thư viện âm của Thomas.[64]
- Autumn Love (2014) — Một bản nhạc tương tự phong cách với Dreams and Imaginations.[65]
- Into Darkness (2014) — Một bản mix 9 phút theo phong cách neo-orchestral và EDM club. Lời viết bởi Thomas Bergersen [66]
- Stay (2014) — Một single trước khi phát hành album Miracles. Viết lời và biểu diễn bởi Merethe Soltvedt.
- Miracles (2014) — Single thứ 2 trước khi phát hành album Miracles.[67]
- Children of the Sun (4/5/2015) — Phiên bản có lời của bản None Shall Live từ album Battlecry. Phần lời thể hiển bởi Merethe Soltvedt.[68]
- Christmas Medley (2015) — Một bản nhạc Giáng sinh kết hợp từ nhiều bài nhạc khác nhau[69] Bản nhạc được đặt tên là Two Steps From Xmas trên ExtremeMusic.com [70]
- Threnody for Europe (2016.07.23) — Một bản nhạc gần 10 phút với chủ đề "một cái nhìn toàn cảnh bằng âm nhạc về tình hình bất ổn tại châu Âu".[71]

### Các bài nhạc độc lập
Những bài hát không thuộc bất cứ album nào hay đã được phát hành như là các bản nhạc xem trước thông qua Facebook. Tất cả các phần sau đây được viết bởi Bergersen, trừ mục nào được ghi chú riêng:
- Soaring Over Hollywood (2009) — Một bản nghe thử được tạo ra từ thư viện âm của East West Hollywood Strings.[72]
- Just Another Happy Ending (2009) — Một bản nghe thử được tạo ra từ thư viện âm của East West Hollywood Strings.[72]
- In Your Arms (2010) — Một bản remix của "Memories" từ album Dreams & Imaginations, với phần trình bày của Merethe Soltvedt.
- Tower of Mischief (2011) — Dự định là một ca khúc preview cho album Two Steps from Heaven, nhưng cuối cùng phát hành trong album Nero.[73]
- My Freedom (2011) — Một ca khúc ban đầu  định dành phát hành trên album Illusions. Sau đó đưa vào album Nero. Lời viết bởi Merethe Soltvedt. Đã được phát hành tới công chúng trong album Miracles.[74]
- Benedictus (2011) — Ban đầu dự định phát hành trên album Sun. Sau đó có trong album Two Steps from Heaven.[75]
- Where Are You (2011) — Một bản Pop-trance với phong cách acoustic. Lời thực hiện bởi Thomas Bergersen [76]
- My Soul, Not Yours (2012) — Một bản nhạc dubstep thử nghiệm. Sau đó đưa vào album Burn với tên "Not Your Soul".[77]
- Hymn to Life (2012) — Một ca khúc được phát hành vào dịp sinh nhật của Thomas. Sau đó được biểu diễn tại một buổi hòa nhạc ở Czech với tên là "Hymnus Vitae Dedicatus".[78][79]
- To Die on Halloween (2012) — Một bài nhạc từ album Halloween, với phần lời viết và trình bày bởi Nick Phoenix. Một video nhạc chính thức được phát hành trên Youtube.[80]
- Colin and Petunia (2014) — Bản xem trước của album Colin Frake on Fire Mountain. Đổi tên thành "Colin Frake" khi album được phát hành.[81]
- Freedom Ship (2015) — Bản xem trước của album Battlecry. Sáng tác bởi Nick Phoenix.[82]
- Neverdark (2015) — Bản xem trước của album Classics Volume Two. Sáng tác bởi Nick Phoenix.[83]
- High C's (2016) - Bản xem trước của album Vanquish.[84]

### Danh sách Album
Sinners
Faction
Solaris
Invincible
Illusions
Archangel
Demon's Dance
Halloween
Speed of Sound
Colin Frake on Fire Mountain
Sun
Shadows and Nightmares
Dynasty
All Drums Go to Hell
Nemesis
Pathogen
Dreams & Imaginations
Ashes
The Devil Wears Nada
All Drones Go to Hell
Illumina
Balls to the Wall
Cyanide
Crime Lab
Open Conspiracy
Too Big to Fail
Empire
Stronger Faster Braver
Hammerfist
SkyWorld
Legend
Burn
Amaria
Battlecry
Nero
Miracles
Classic (Vol.1)
Classic (Vol.2)
Quarantine
Legacy
Vanquish
Power Of Darkness Anthology
Unleashed
Orion (2013)
Two Steps From Heaven

## Liên kết mở rộng
- Website chính thức